# Trachycephalus resinifictrix
Trachycephalus resinifictrix é uma espécie de anfíbio da família Hylidae. Pode ser encontrada no Brasil, Guiana, Suriname e Guiana Francesa. Possivelmente na Venezuela.